# Davide esce da Gerusalemme con l'arca dell'alleanza
La tarsia Davide esce da Gerusalemme con l'arca dell'alleanza fa parte delle tarsie del coro della basilica di Santa Maria Maggiore. È collocata sul presbiterio nella parte dedicata al coro dei religiosi, ala destra, ottavo stallo. Uno studio delle tarsie e dei disegni preparatori fu realizzato dalla studiosa Francesca Cortesi Bosco e pubblicato nel 1987.

## Storia
La congregazione della Misericordia Maggiore, che amministrava la basilica mariana, e che aveva deciso di completare il presbiterio con un nuovo altare e con il nuovo coro, il 12 marzo 1524 affidò a Lorenzo Lotto la realizzazione dei disegni per le tarsie Per la loro realizzazione Lotto fu aiutato dal frate teologo francescano Gerolamo Terzi. Il disegno fu inviato ai sindaci della congregazione il 16 marzo 1526: Mando un disegni de li piccoli del coro, e registrato nel Libes Fabrice solo nell'agosto seguente con la sola dicitura uno alio quadro seu designatione […] presentato per Nocentem ferarium et bullatorem.

## Descrizione

### Tarsia
L'invenzione o storia descrive l'evento raccontato nel Libri di Samuele (Samuele 16, 5-13) e la prima delle quattro tarsie conseguenziali che raccontano la ribellione di Assalonne contro Davide suo padre, evento di non poca rilevanza. Se il nome Assalonne significa il padre è pace nasce invece da una punizione di Dio verso Davide dopo aver ucciso Betsabea e del marito Uria. Divide le differenti scene un dirupo alberato che rendono molto movimentato lo sviluppo della storia. Il racconto parte con l'episodio dell'omicidio di Amnon da parte di Assalonne, figlio primogenito del re, perché aveva violentato Tamar sua sorellastra, evento che Lotto raffigura in altre due tarsie. Il racconto si sviluppa su tre raffigurazioni iconografiche. Sullo sfondo la città di Gerusalemme da dove il re si allontana con il suo corteo, individuabile nell'uomo in groppa di un cavallo. La storia inizia con il corte che accompagna il re Davide che ordina ai Leviti di ripotare l'arca dell'alleanza a Gerusalemme. Segue la raffigurazione del re sul monte dove è raggiunto da Ziba che gli fa omaggio di due asini carichi di cibo per i suoi soldati.  La tarsia prosegue con Simei figlio di Ghera, un uomo della casa di Saul maledice il re David e gli lancia alcune pietre gridando «vattene, vattene, sanguinario, scellerato! “il Signore ha fatto ricadere sul tuo capo tutto il sangue della casa di Saul, al posto del quale regni; Il Signore ha messo il regno nelle mani di Assalonne tuo figlio ed eccoti nella sventura che hai meritato perché sei sanguinario.» Davide non vuole che il suo esercito risposta alla provocazione ritenendola corretta, ma un soldato non riesce a non reagire e vorrebbe la testa al maledicente.
Tutti i personaggi indossano indumenti militari cinquecenteschi. Davide viene considerato l'uomo paziente e di umile accettazione della volontà divina.

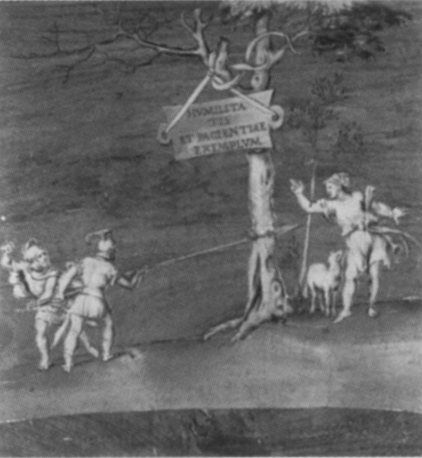
Coperto dell'Impresa Davide esce da Gerusalemme con l'arca dell'alleanza

### Coperto
Il coperto o “picture a claro et obsuro” o impresa venne consegnato entro il 3 febbraio 1527 e realizzato dal Capoferri entro il marzo 1531.